# Acanthodelta lienardiana
Acanthodelta lienardiana är en fjärilsart som beskrevs av Embrik Strand 1914. Acanthodelta lienardiana ingår i släktet Acanthodelta och familjen nattflyn. Inga underarter finns listade i Catalogue of Life.